# Shimpling Street
Shimpling Street – wieś w Anglii, w hrabstwie Suffolk, w dystrykcie Babergh. Leży 31 km na zachód od miasta Ipswich i 92 km na północny wschód od Londynu.